# شيوخ فوقاني
شيوخ فوقاني قرية سوريّة تتبع إداريّاً لمحافظة حلب منطقة عين العرب ناحية مركز شيوخ تحتاني، بلغ تعداد سكانها 9,303 نسمة حسب التعداد السكاني لعام 2004.